# Coenosia canifrons
Coenosia canifrons är en tvåvingeart som beskrevs av Stein 1913. Coenosia canifrons ingår i släktet Coenosia och familjen husflugor. Inga underarter finns listade i Catalogue of Life.